# Dennenschildwants
De dennenschildwants (Chlorochroa pinicola) is een wants uit de familie van de schildwantsen (Pentatomidae).

## Uiterlijke kenmerken
De dennenschildwants is olijfgroen tot bruin met een lichte rand aan de zijkant van het halsschild. Het connexivum (aan de zijkant zichtbare deel achterlijf) is groenachtig wit. Het schildje (scutellum) is groot en driehoekig met een lichte punt. De antennes zijn zwart, het tweede segment van de antenne is bijna twee keer zo lang als het derde. De lengte varieert tussen de 11 en de 14 millimeter.

## Verspreiding en habitat
Het verspreidingsgebied beslaat Centraal-Europa, deels Noord-Europa (het zuiden van Scandinavië tot het noordelijke Middellandse Zeegebied, maar niet in de Britse Eilanden).

## Leefwijze
Ze zijn te vinden op dennen. De wetenschappelijke naam pinicola betekent den (Latijn pinus, pini = den + colo + ik leef). Maar hij voedt zich ook met andere coniferen als zilversparren (Abies), sparren (Picea) en Juniperus. 
Eén generatie per jaar. De volwassen wantsen overwinteren tussen de dennennaalden.